# Папуга-червонодзьоб лусонський
Папу́га-червонодзьо́б лусонський (Tanygnathus lucionensis) — вид папугоподібних птахів родини Psittaculidae. Мешкає на Філіппінах та на сусідніх островах Індонезії і Малайзії.

## Опис

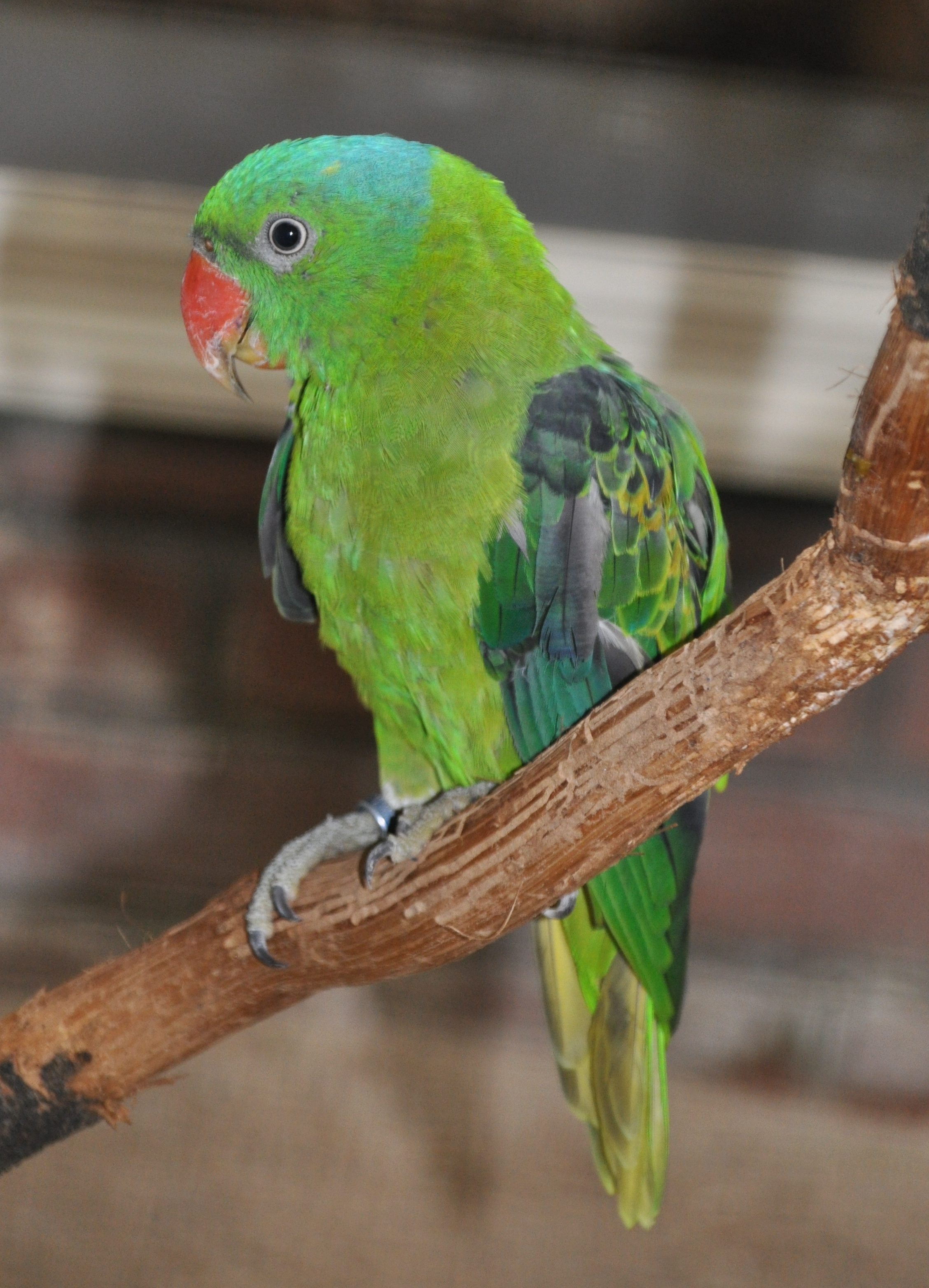
Лусонський папуга-червонодзьоб

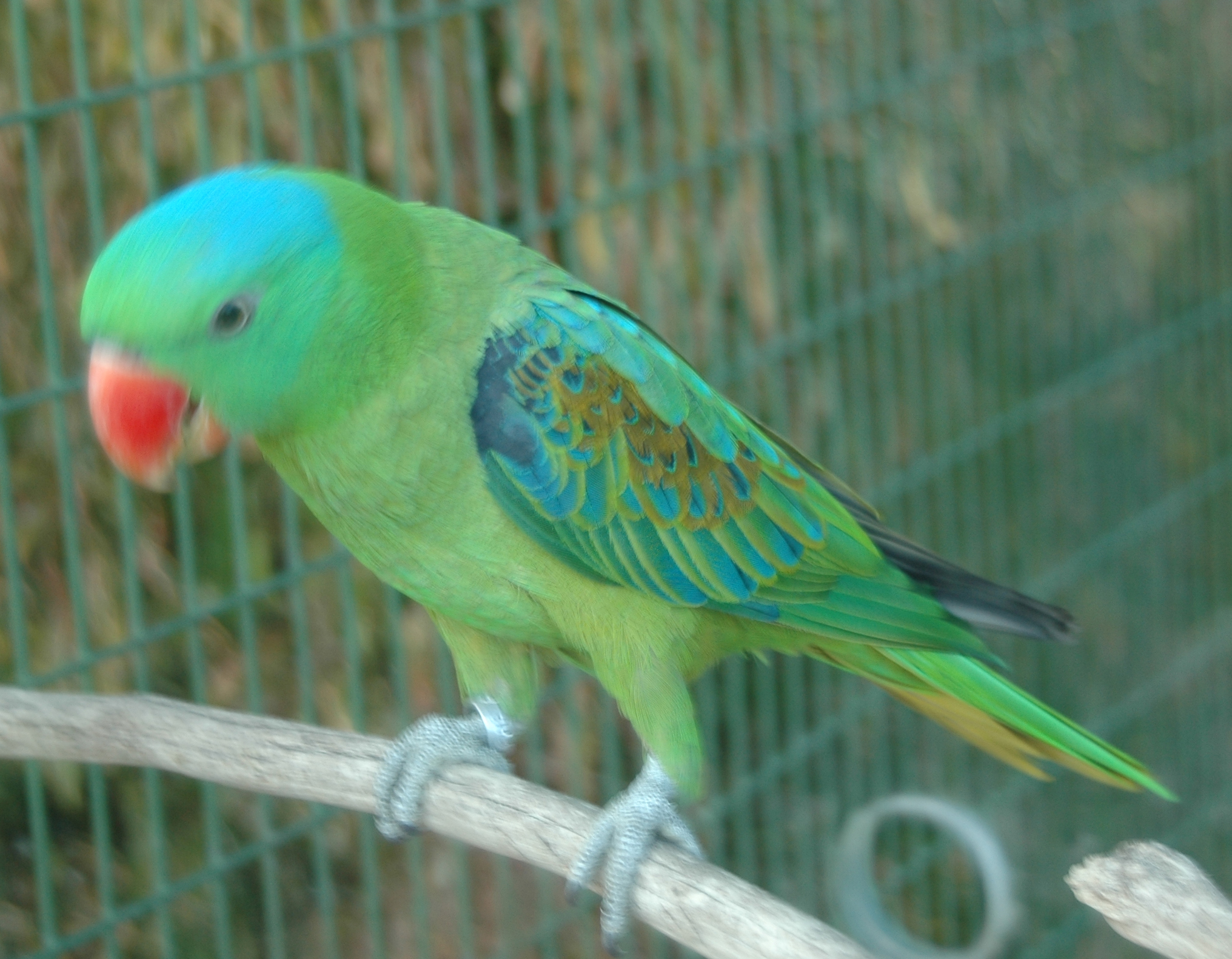
Лусонський папуга-червонодзьоб

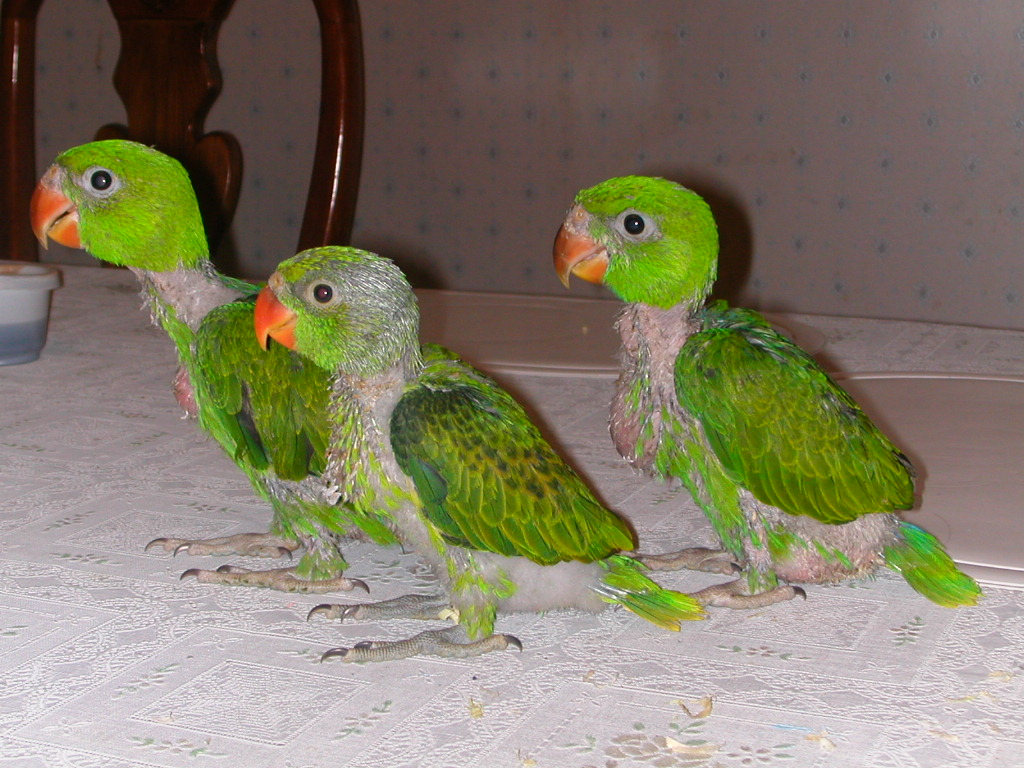
Пташенята лусонського папуги-червонодзьоба

Довжина птаха становить 31 см, вага 148-230 г. Забарвлення переважно зелене. У представників номінативного підвиду тім'я, потилиця, плечі і надхвістя блакитнуваті. Поокривні пера крил чорні з оранжево-коричневими краями, нижні хвоста покривні пера хвоста жовтуваті. Дзьоб характерний, великий і червоний. Райдужки жовті, лапи сірі. Виду не притаманний статевий диморфізм. У молодих птахів блакитний відтінок на голові менш виражений, покривні пера крил зелені. Представники різних підвидів дещо різняться за забарвленням.

## Таксономія
В 1760 році французький зоолог Матюрен Жак Бріссон включив опис лусонського папуги-червонодзьоба до своєї книги "Ornithologie", описавши птаха за зразком, зібраним на філіппінському острові Лусон. Він використав французьку назву Le perroquet de l'Isle de Luçon та латинську назву Psittacus lucionensis. Однак, хоч Бріссон і навів латинську назву, вона не була науковою, тобто не відповідає біномінальній номенклатурі і не визнана Міжнародною комісією із зоологічної номенклатури. Коли в 1766 році шведський натураліст Карл Лінней випустив дванадцяте видання своєї «Systema Naturae», він доповнив книгу описом 240 видів, раніше описаних Бріссоном. Одним з цих видів був лусонський папуга-червонодзьоб, для якого Лінней придумав біномінальну назву Psittacus lucionensis. Пізніше вид був переведений до роду Папуга-червонодзьоб (Tanygnathus), введеного німецьким натуралістом Йоганном Ваглером у 1832 році.

### Підвиди
Виділяють чотири підвиди:
- T. l. lucionensis (Linnaeus, 1766) — острови Лусон і Міндоро;
- T. l. hybridus Salomonsen, 1952 — острів Полілло;
- T. l. salvadorii Ogilvie-Grant, 1896 — центральні і південні Філіппіни, острови Сі-Аміл і Маратуа[id] (на північний схід від Калімантану);
- T. l. talautensis Meyer, AB & Wiglesworth, 1895 — острови Талауд[en] (на північний схід від Сулавесі).

## Поширення і екологія
Лусонські папуги-червонодзьоби мешкають на більшості островів Філіппінського архіпелагу, а також на деяких островах Індонезії і Малайзії. Інтродуклвана популяція мешкає на півночі Калімантану, зокрема, в Кота-Кінабалу. Лусонські папуги-червонодзьоби живуть у вологих тропічних лісах,у вторинних заростях, на кокосових і бананових плантаціях та в мангрових лісах. Зустрічаються зграйками до 12 птахів, переважно на висоті до 1000 м над рівнем моря. Іноді приєднуються до змішаних зграй птахів. Живляться плодами, горіхами і насінням. Сезон розмноження триває з квітня по червень. Гніздяться в дуплах дерев, в кладці 2-3 яйця. Інкубаційний період триває 25-31 день. Пташенята покидають гніздо через 54-63 днів після вилуплення і стають повністю самостійними ще через 3 тижні.

## Збереження
МСОП класифікує стан збереження цього виду як близький до загрозливого. За оцінками дослідників, популяція лусонських папуг-червонодзьобів становить від 1500 до 7000 дорослих птахів. Раніше цей вид був широко поширений на островах Філіппін, однак наразі це рідкісний вид, який на деяких островах, імовірно, вимер, хоча у віддалених районах на островах Палаван, Таві-Таві і Талауд залишається поширеним. Лусонським папугам-червонодзьобам загрожує знищення природного середовища, а також вилов з метою продажу на пташиних ринках.